# Arhopala elopura
Arhopala elopura är en fjärilsart som beskrevs av Druce 1894. Arhopala elopura ingår i släktet Arhopala och familjen juvelvingar. Inga underarter finns listade i Catalogue of Life.

## Bildgalleri

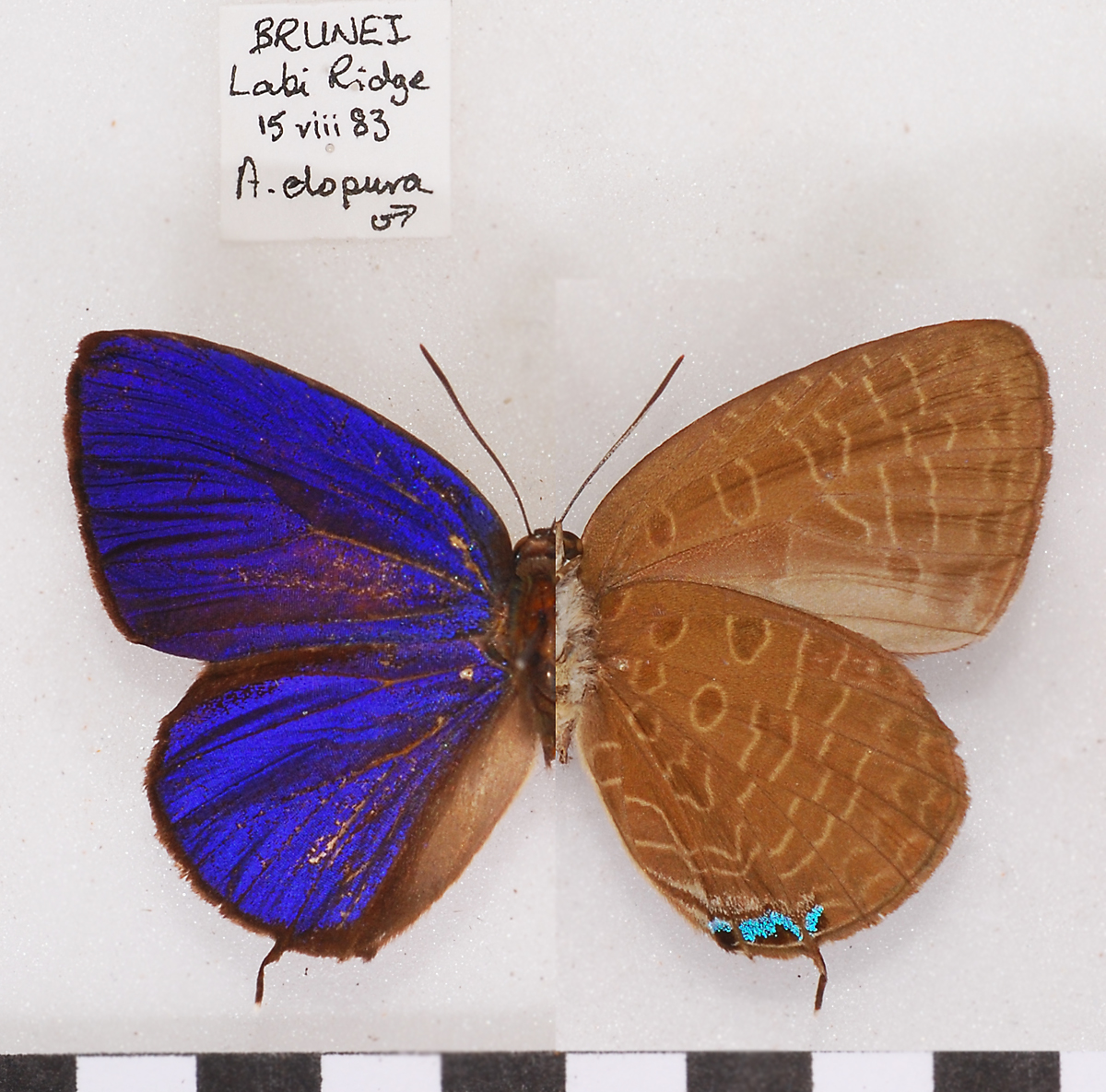